# テレビ回想法
テレビ回想法(テレビかいそうほう)とは認知症（痴呆）のケア方法のひとつ。

## 概要
高齢者が昔のことを頻繁に思い出すのは現実逃避ではなく、自分の人生を捉え直す積極的な心の動きであるとして、1960年代にアメリカの精神科医が提唱した。例えば、20～50年前の記憶を呼び覚ますことにより、失われた記憶への神経伝達細胞が復活する可能性を示唆する文献も数多く出ている。
回想法を個別に行なう場合は、介護者が昔の写真や道具を使って話しかける等、非常に大きな人手が必要である。
「テレビ回想法」は、50年前の時代考証で製作されたドラマや、若い頃によく見たテレビ番組やアニメを見ることで、感情や意欲を保ち、さらには向上させようとする方法であるため、通常の回想法と比べて「テレビ回想法」は大きな人手を必要とせずに、食事後の安静時間などを活用して簡便に行うことが出来る。